# Crisenoy
Crisenoy település Franciaországban, Seine-et-Marne megyében. Lakosainak száma 595 fő (2022. január 1.). Crisenoy Saint-Germain-Laxis, Yèbles, Andrezel, Champdeuil, Fouju és Moisenay községekkel határos.

## Népesség
A település népességének változása:
| Lakosok száma | 647  | 673  | 684  | 659  | 640  | 620  | 616  | 605  | 595  |
|               | 2013 | 2015 | 2016 | 2017 | 2018 | 2019 | 2020 | 2021 | 2022 |